# مؤسسه ژئوفیزیک دانشگاه تهران
مؤسسه ژئوفیزیک دانشگاه تهران یک مؤسسه پژوهشی وابسته به دانشگاه تهران است. این مؤسسه به واسطه مرکز لرزه نگاری کشور وظیفه اعلام مشخصات آخرین زمین لرزه‌های کشور را به عهده دارد، همچنین مسئولیت تهیه و تنظیم تقویم رسمی ایران نیز برعهده مرکز تقویم کشور می‌باشد که یکی از زیر مجموعه‌های موسسه ژئوفیزیک می‌باشد. علاوه بر دو مرکز فوق مرکز مطالعات پیش نشانگرهای زلزله نیز زیرمجموعه این موسسه می‌باشد. 

## تاریخچه
مؤسسه ژئوفیزیک در ابتدا با سه بخش زلزله‌شناسی، مغناطیس سنجی و گرانی سنجی فعالیت خود را آغاز کرد و بعد فعالیت‌های محض، کاربردی و آموزشی مربوط به ژئوفیزیک را به برنامه خود اضافه کرد. در سال ۱۳۶۹ هیئت امنای دانشگاه تهران با تأسیس ۲ گروه ژئوفیزیک و فیزیک فضا موافقت کرد. با تصویب هیئت وزرا در تیر ماه سال۱۳۷۹، مؤسسه ژئوفیزیک مسئولیت تهیه و تنظیم تقویم رسمی ایران را برعهده دارد که توسط شورایی (مؤسسه تقویم ژئوفیزیک دانشگاه تهران) در مرکز تقویم دانشگاه تهران تنظیم می‌شود. همچنین با تصویب هیئت وزیران، در آذر ماه سال ۱۳۸۲، مدیریت داده‌های لرزه‌ای کشور بر عهده مؤسسه ژئوفیزیک نهاده شد و مؤسسه ژئوفیزیک مسئولیت خبررسانی فوری و شبانه‌روزی زمین لرزه را به مراکز دولتی بر عهده گرفت.
این موسسه همچنین شامل چندین بخش پژوهشی شامل موارد زیر می‌باشد.
- بخش پژوهشی ازن و آلودگی هوا،
- بخش پژوهشی زلزله شناسی،
- بخش پژوهشی ژئوالکتریک،
- بخش پژوهشی ژئومغناطیس،
- بخش پژوهشی سن یابی،
- بخش پژوهشی گرانی سنجی و ژئودزی،
- بخش پژوهشی فیزیک خورشیدی و نجوم،
- بخش پژوهشی هواشناسی،
- بخش پژوهشی یونسفر،
- بخش پژوهشی لرزه شناسی.

## گروه‌های آموزشی
- گروه زلزله شناسی
- گروه فیزیک زمین
- گروه فیزیک فضا

در حال حاضر مؤسسه ژئوفیزیک شامل گروه‌های آموزشی زلزله شناسی، فیزیک زمین و فیزیک فضا می‌باشد. در گروه زلزله شناسی در گرایش زلزله شناسی در سطح کارشناسی ارشد و دکتری، در گروه فیزیک زمین در چهار گرایش ژئوالکتریک، ژئومغناطیس، گرانی‌سنجی و لرزه‌شناسی در سطح کارشناسی ارشد و دکتری و در گروه فیزیک فضا در دو گرایش هواشناسی و اقیانوس شناسی فیزیکی در سطح کارشناسی ارشد و دکتری دانشجو می‌پذیرد.

## فعالیت‌های پژوهشی
با داشتن بخش‌های مختلف تحقیقاتی، مؤسسه ژئوفیزیک بستر مناسبی را برای تحقیقاتی در زمینه ثبت ژئولوژیکی، رصد و بازسازی حالت فعلی زمین فراهم اورده‌است و در نتیجه پروژه‌های تحقیقاتی این مؤسسه بر آن است که اصولی را برای پیشبینی‌های درستی از وضعیت و شرایط آینده جوی بدست آورد. با پروژه‌های تحقیقاتی صورت گرفته این مؤسسه توانسته‌است که عضویت مراکز و انجمن‌های علمی از قبیل IUGG, IAU, COSPAR, IASPEI, IAHS, IAGA, IAMAS را کسب کند.

## امکانات آموزشی و پژوهشی
- کتابخانه
- ۱ سایت کامپیوتر
- مجله «فیزیک زمین و فضا»
- آزمایشگاه‌ها و تجهیزات مختلف
- مرکز تقویم دانشگاه تهران.[۳]
- مرکز لرزه‌نگاری کشور
- بخش‌های مختلف تحقیقاتی، ایستگاه‌های هواشناسی و رصدخانه